# 桑実寺
桑実寺（くわのみでら）は滋賀県近江八幡市安土町桑実寺にある天台宗の寺院。山号は繖山（きぬがさやま）、本尊は薬師如来、開山は定恵。別名桑峰薬師。

## 歴史

### 創建
標高433メートルの繖山（観音寺山）の中腹にあり、西国三十三所観音霊場の32番札所である観音正寺へと登る途上に位置する。
寺伝では、天智天皇の四女の阿閇（あへ）皇女（元明天皇）の病気回復を僧に祈らせたところ、琵琶湖から薬師如来が降臨し、阿閇皇女の病気を治して去り、それに感激した天智天皇の勅願により、藤原鎌足の長男の定恵が白鳳6年（677年）に創建したと伝えられている。寺名は、定恵が唐から持ち帰った桑の実をこの地の農家にて栽培し、日本で最初に養蚕を始めたことに由来する。

### 室町幕府
天文元年（1532年）には室町幕府12代将軍足利義晴が桑実寺に仮の幕府を設置し、『桑実寺縁起絵巻』を三条西実隆や土佐光茂らに制作させ、奉納した。のちに15代将軍足利義昭も滞在する。

### 安土城
一時期荒廃していたが、1576年に安土に居をかまえた織田信長によって保護された。しかし、1582年には、安土城の女中たちが自分の留守中に禁足を破って参拝に訪れたことを信長が咎め、女中たちと彼女らを擁護した桑実寺の高僧たちを殺害するという事件が起きた。

## 伽藍
- 本堂 - 国の重要文化財、室町時代前期再建。
- 鎮守三社 - 天和元年（1681年）建立。
- 大師堂（経堂） - 1913年（大正2年）再建。
- 地蔵堂 - 地蔵堂は明和6年（1769年）11月再建。
- 鐘楼 - 寛永21年（1644年）2月建立。

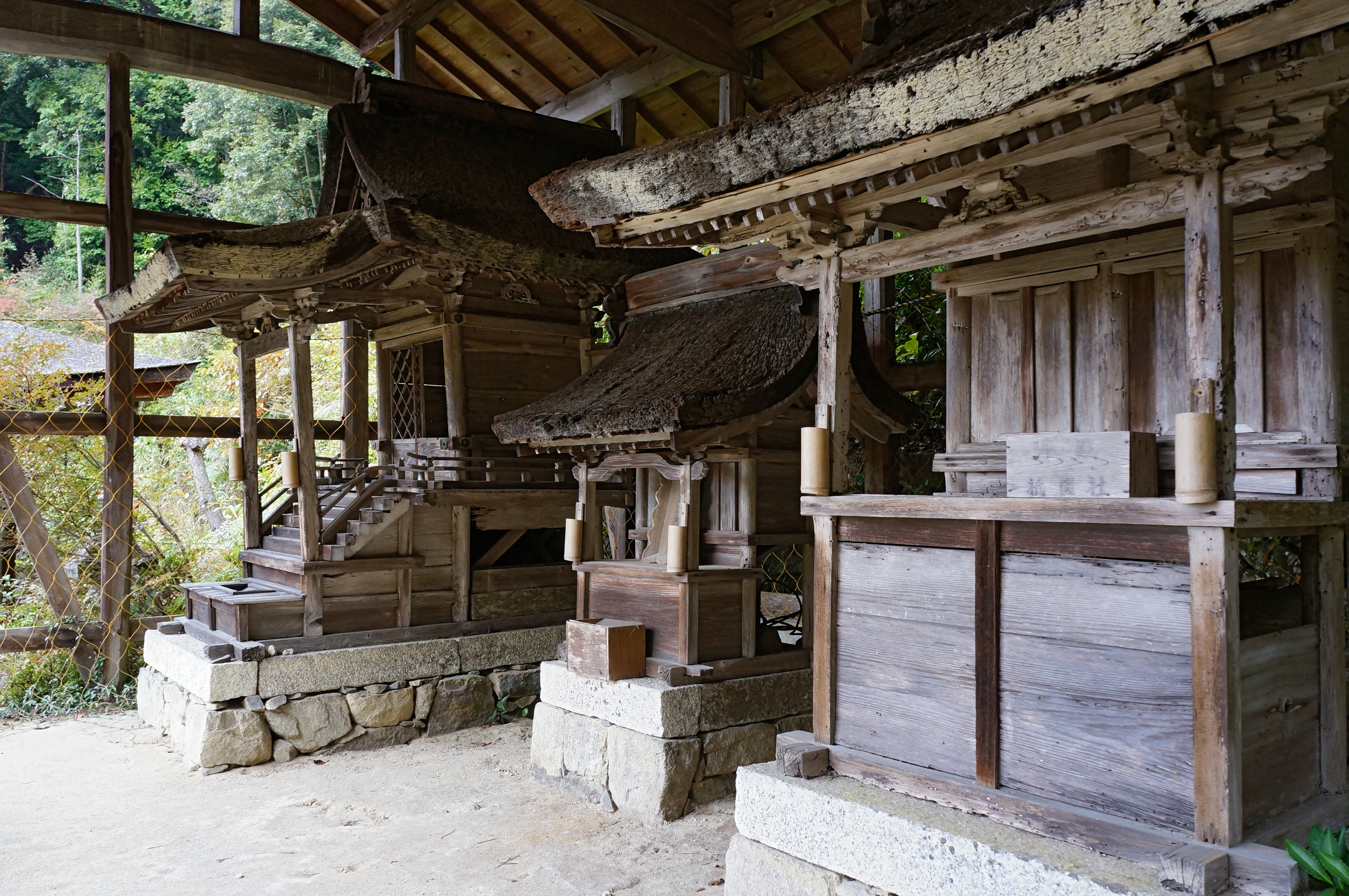
鎮守三社
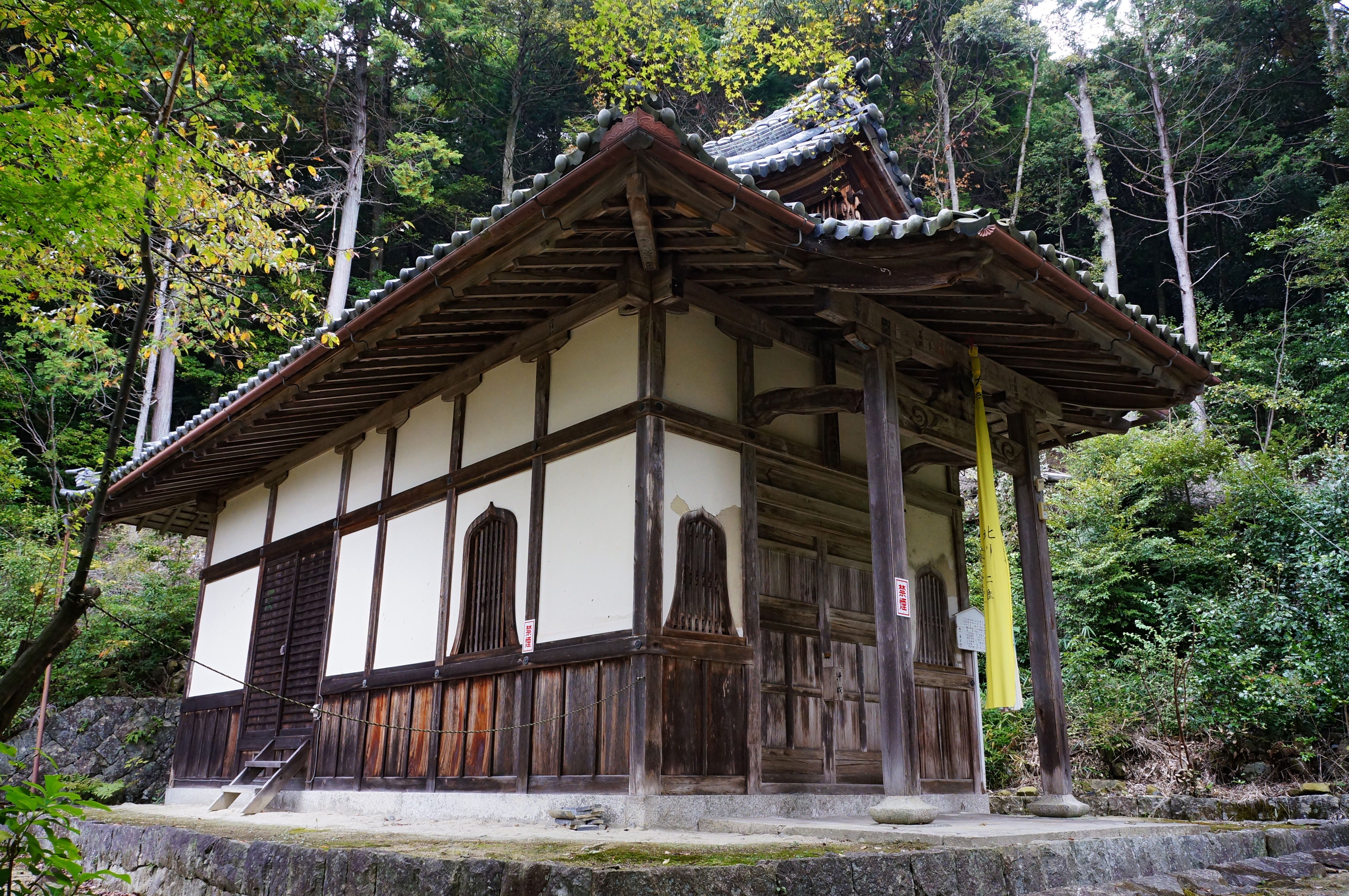
大師堂（経堂）
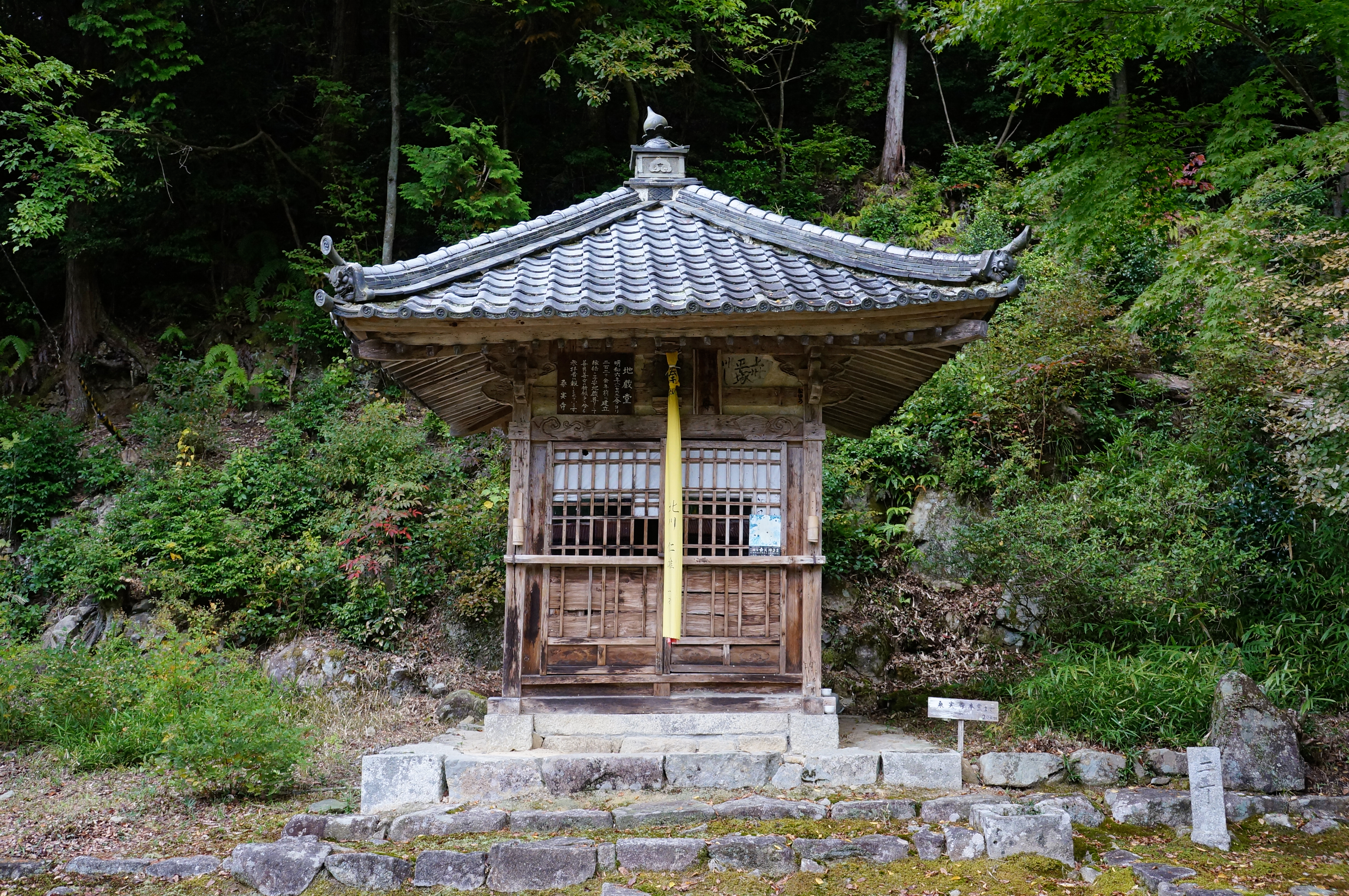
地蔵堂
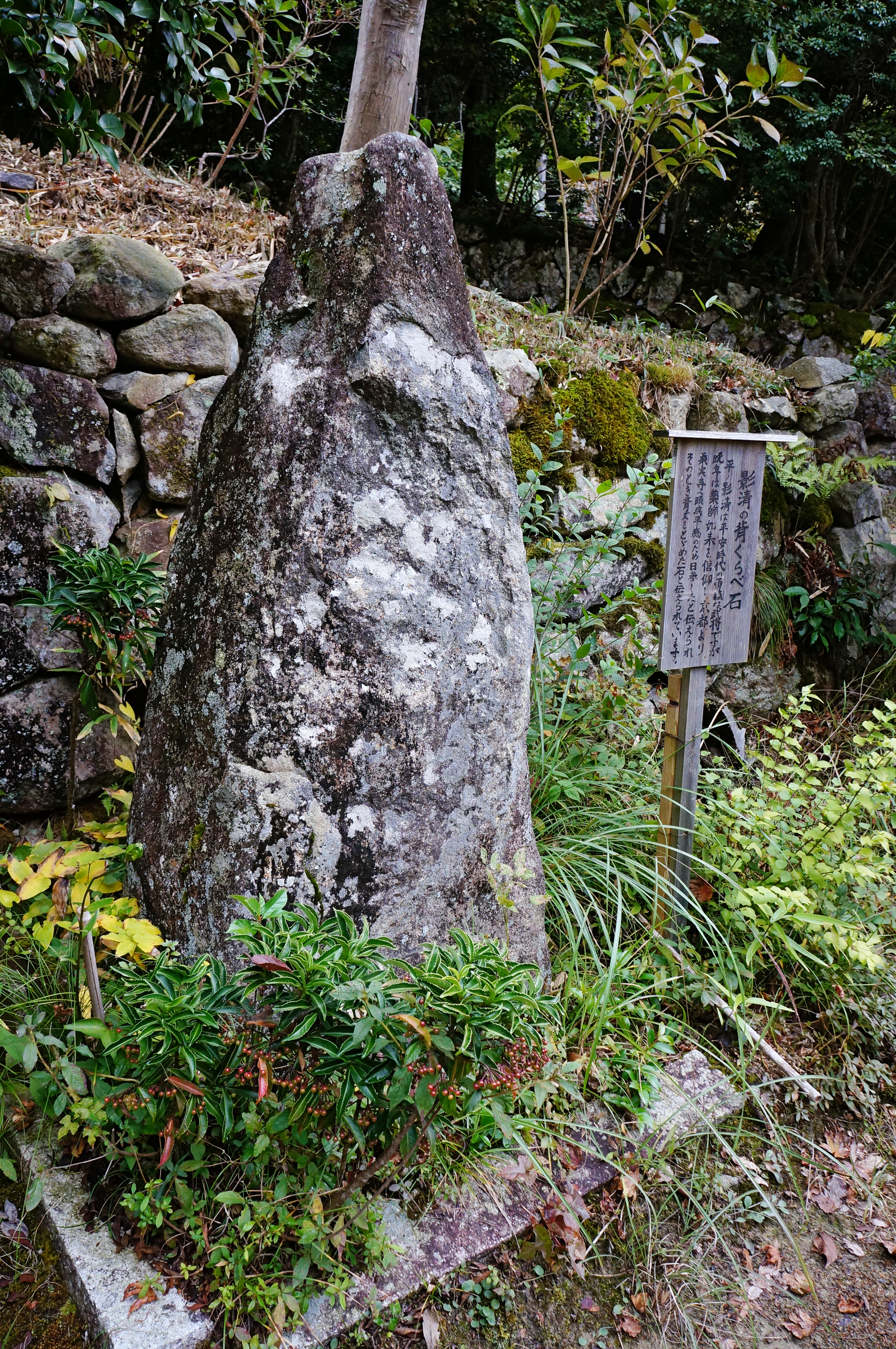
影清の背比べ石

## 文化財

### 重要文化財
- 本堂 - 室町時代前期の建立。桁行五間、梁間六間、一重、入母屋造、檜皮葺。1904年（明治37年）2月18日指定。
- 紙本著色桑実寺縁起絵巻 2巻（附・後奈良天皇宸翰題籤および消息） - 室町時代（1532年）の作品。土佐光茂筆（絵画のみ）。1910年（明治43年）4月20日指定。第11代将軍足利義晴から寄進された。京都国立博物館寄託。

## 拝観情報
- 開門時間：9時 - 16時30分

## 交通アクセス
- JR東海道本線（琵琶湖線）安土駅より徒歩25分
- 同駅または近江八幡駅（JR東海道本線（琵琶湖線）・近江鉄道八日市線（万葉あかね線））からあかこんバスで桑実寺停留所下車

## 周辺
- 観音正寺
- 観音寺城跡
- 教林坊
- 滋賀県立安土城考古博物館